# Крамениј
Крамениј (фр. Craménil) насеље је и општина у северној Француској у региону Доња Нормандија, у департману Орн која припада префектури Аржантан.
По подацима из 2011. године у општини је живело 165 становника, а густина насељености је износила 20,4 становника/km². Општина се простире на површини од 8,09 km². Налази се на средњој надморској висини од 225 метара (максималној 253 m, а минималној 174 m).

## Демографија
| 1962. | 1968. | 1975. | 1982. | 1990. | 1999. | 2011. |
| ----- | ----- | ----- | ----- | ----- | ----- | ----- |
| 145   | 168   | 172   | 187   | 155   | 156   | 165   |

График промене броја становника у току последњих година